# 한국항만기술단
한국항만기술단(韓國港灣技術團, Korea Port Engineering Corporation)은 한국항만건설의 기술발전과 품질향상을 위해 1994년 한국컨테이너부두공단이 100% 투자한 공기업으로 출발하여, 정부의 공기업민영화 정책의 일환으로 2000년 민간기업으로 재탄생한 항만분야 설계·감리전문 주식회사이다. 서울특별시 중구 저동 마른내로 18, 저동빌딩에 위치하고 있다.

## 연혁
- 1994년 2월 주식회사 한국항만건설감리공단 설립 (한국컨테이너부두공단 100% 출자)
- 1994년 3월 건설부에 감리전문회사 등록
- 1994년 5월 한국엔지니어링진흥협회에 엔지니어링활동주체 신고
- 1995년 4월 주식회사 한국항만기술단으로 상호 변경 등기
- 2000년 2월 민영화 실시 (지분 51% 민간 이양)[3]
- 2000년 8월 한국항만기술단 부설연구소 설립
- 2000년 9월 해외건설업(용역부문) 신고
- 2005년 9월 중국 산동성 연태사무소 개설
- 2006년 1월 공공측량업 신고
- 2006년 12월 안전진단업(항만분야) 신고
- 2007년 1월 정비사업전문관리업 신고
- 2007년 12월 종합감리업(토목, 건축) 신고
- 2008년 2월 종합감리업(토목, 건축) / 무역업 부동산임대 및 관리업 신고
- 2009년 5월 카메룬법인 설립

## 조직

### 사장

#### 경영기획본부
- 관리팀
- 업무팀

#### 기술본부
- 항만설계1팀
- 항만설계2팀
- 항만설계3팀
- 구조설계실
- 해안해양공학실
- 지반설계팀

#### 사업관리본부
- 사업개발팀
- 사업관리단(구.감리현장)

#### 전략사업본부
- 전략사업팀
- 신사업개발팀
- 가치환경팀
- 해양환경팀

#### 기술연구소
민자사업실

## 소속기관
- 기술연구소

## 같이 보기
- 경기평택항만공사
- 부산항만공사
- 여수광양항만공사
- 울산항만공사
- 인천항만공사